# Xilocastre
Xilocastre (grec: Ξυλόκαστρο, Xylókastro) és una vila de la regió de Coríntia, a la regió del Peloponnès, Grècia. De l'any 2011 ençà forma part de la municipalitat de Xylokastro-Evrostina. El poble està situat 40 quilòmetres a l'oest de Corint i s'hi comunica via la carretera nacional 8A - E65. Les darreres dades demogràfiques són del 2001, quan la població era de 5.618 habitants, mentre que hi viuen 15,273 en tota la municipalitat.

## Dades
La vila és un destí turístic popular entre els grecs, i té un bon nombre d'hotels, per mor de la proximitat amb Corint i que l'accés és fàcil venint d'Atenes, la capital del país. L'alcalde és Anthony Kladouchos Andreas, natural de Corint, que ha exercit el càrrec del 2002 ençà.